# 말굽 협곡

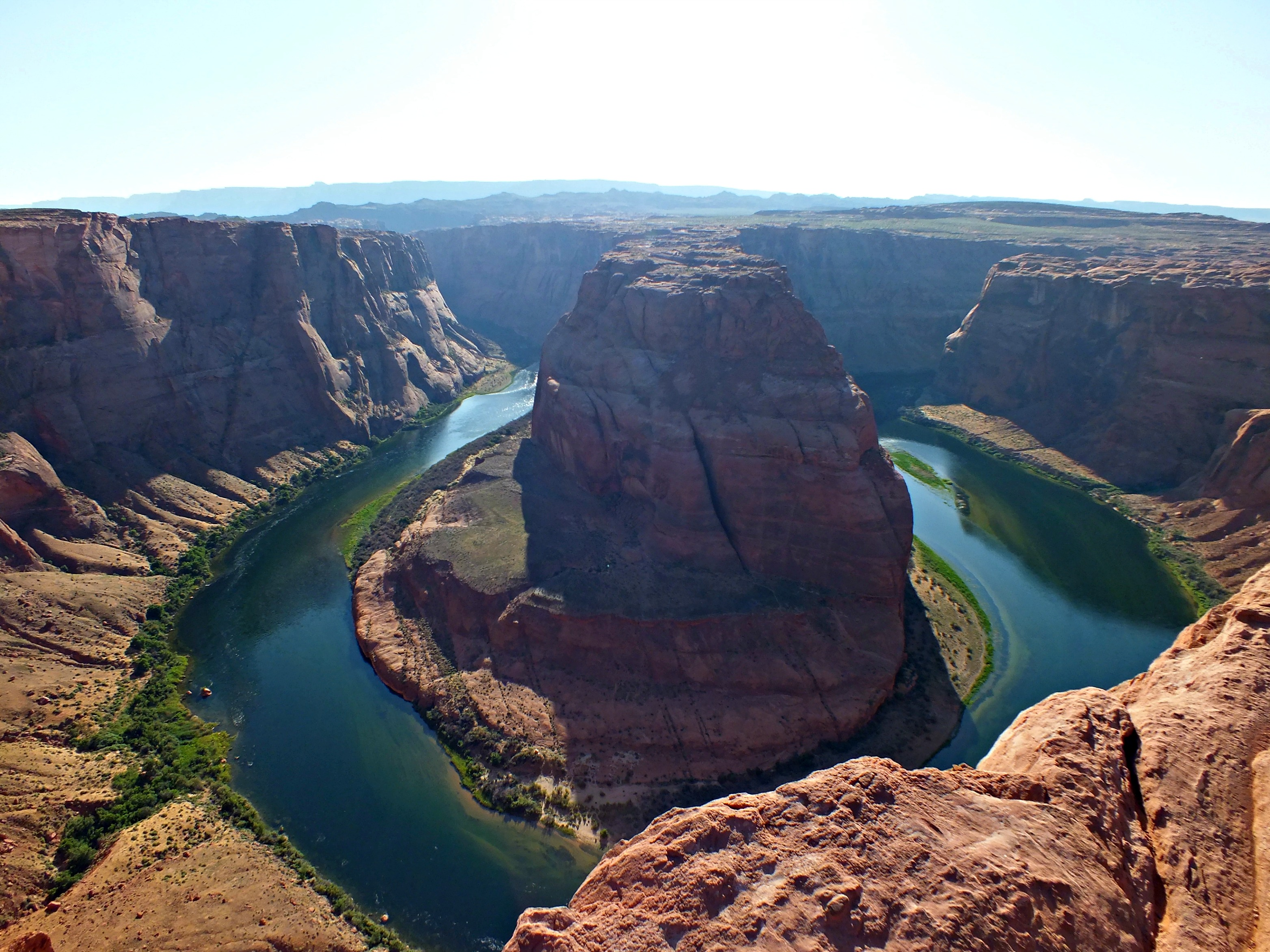
말굽 협곡의 모습

말굽 협곡(Horseshoe Bend)은 미국 애리조나주 페이지 시 근처에 있는, 말굽 모양으로 생긴 콜로라도강의 물굽이를 일컫는 말이다. 말굽 협곡은 파웰 호수와 글렌 캐니언 댐에서 약간 하류 쪽(페이지 시에서 6킬로미터 남쪽)에 위치해 있다. 근처에는 89번 국도가 있으며 여기서 1.2킬로미터 걸어가면 말굽 협곡에 도착한다. 말굽 협곡의 장관은 근처의 가파른 절벽 위에서 구경할 수 있다.